# Sonja Lang
 (avril 2012).
Si vous disposez d'ouvrages ou d'articles de référence ou si vous connaissez des sites web de qualité traitant du thème abordé ici, merci de compléter l'article en donnant les références utiles à sa vérifiabilité et en les liant à la section « Notes et références ».
Sonja Lang également connue sous le nom de jan Sonja [ˈjan ˈson.ja]  (née en 1978) est une linguiste et traductrice professionnelle basée au Canada (en anglais, français et espéranto), connue pour la création du toki pona. Elle a également traduit des parties du Dao de jing en anglais et espéranto.